# Bahnhof Brohl
Der Bahnhof Brohl liegt an der linken Rheinstrecke in der Ortsgemeinde Brohl-Lützing.

## Geschichte
Die französische Besatzungsmacht ordnete nach dem Zweiten Weltkrieg alle Bahnanlagen im nördlichen Teil ihrer Besatzungszone der Eisenbahndirektion Mainz zu. Dazu gehörte auch der Bahnhof Brohl. Mit der schrittweisen Auflösung der Bundesbahndirektion Mainz in den Jahren 1971/72 fiel die Zuständigkeit für den Bahnhof zum 1. Juni 1971 an die Bundesbahndirektion Köln.

## Anlage und Verkehr
Der Bahnhof verfügt über drei Bahnsteiggleise an einem Hausbahnsteig und einem Mittelbahnsteig.
Gleis 1 wird planmäßig von der stündlich verkehrenden RB 26, die unter dem Namen Mittelrheinbahn verkehrt, nach Mainz von Köln Hauptbahnhof kommend bedient. Gleis 2 wird in der Gegenrichtung von der RB 26 nach Köln Messe/Deutz angefahren. Gleis 3 wird bei Überholungen genutzt. Der RE 5, der planmäßig keinen Halt in Brohl hat, muss oft den Zügen des Fernverkehrs Platz machen und somit in Brohl halten.
| Linie | Verlauf | Takt   |
| ----- | --- | ------ |
| RB 26 | MittelrheinBahn: (Köln/Bonn Flughafen –) (nur im Nachtverkehr) Köln Messe/Deutz – Köln Hbf – Köln West – Köln Süd – Hürth-Kalscheuren – Brühl – Sechtem – Roisdorf – Bonn Hbf – Bonn UN Campus – Bonn-Bad Godesberg – Bonn-Mehlem – Rolandseck – Oberwinter – Remagen – Sinzig (Rhein) – Bad Breisig – Brohl – Namedy – Andernach – Weißenthurm – Mülheim-Kärlich – Koblenz-Lützel – Koblenz Stadtmitte – Koblenz Hbf – Rhens – Spay – Boppard Hbf – Boppard-Bad Salzig – Boppard-Hirzenach – Sankt Goar – Oberwesel – Bacharach – Niederheimbach – Trechtingshausen – Bingen (Rhein) Hbf – Bingen (Rhein) Stadt – Bingen-Gaulsheim – Gau Algesheim – Ingelheim – Heidesheim (Rheinhessen) – Uhlerborn – Budenheim – Mainz-Mombach – Mainz Hbf Stand: Fahrplanwechsel Dezember 2021 | 60 min |

Von Köln kommend können alle drei Bahnsteiggleise angefahren werden, aus Mainz nur Gleis 2 und 3. Der Bahnhof verfügt über zwei Überholgleise ohne Bahnsteig. In Richtung Koblenz liegt ein Gleis südlich des Bahnsteiggleises 1. Richtung Köln liegt ein Gleis neben Bahnsteiggleis 3. Der Bahnhof ist nicht barrierefrei, da die Gleise 2 und 3 nur über Treppen zu erreichen sind und der Bahnsteig von Gleis 1 keine 76 cm Höhe hat. Im Bahnhof selbst ist noch ein Fahrdienstleiter (Fdl) tätig.

## Brohltalbahn

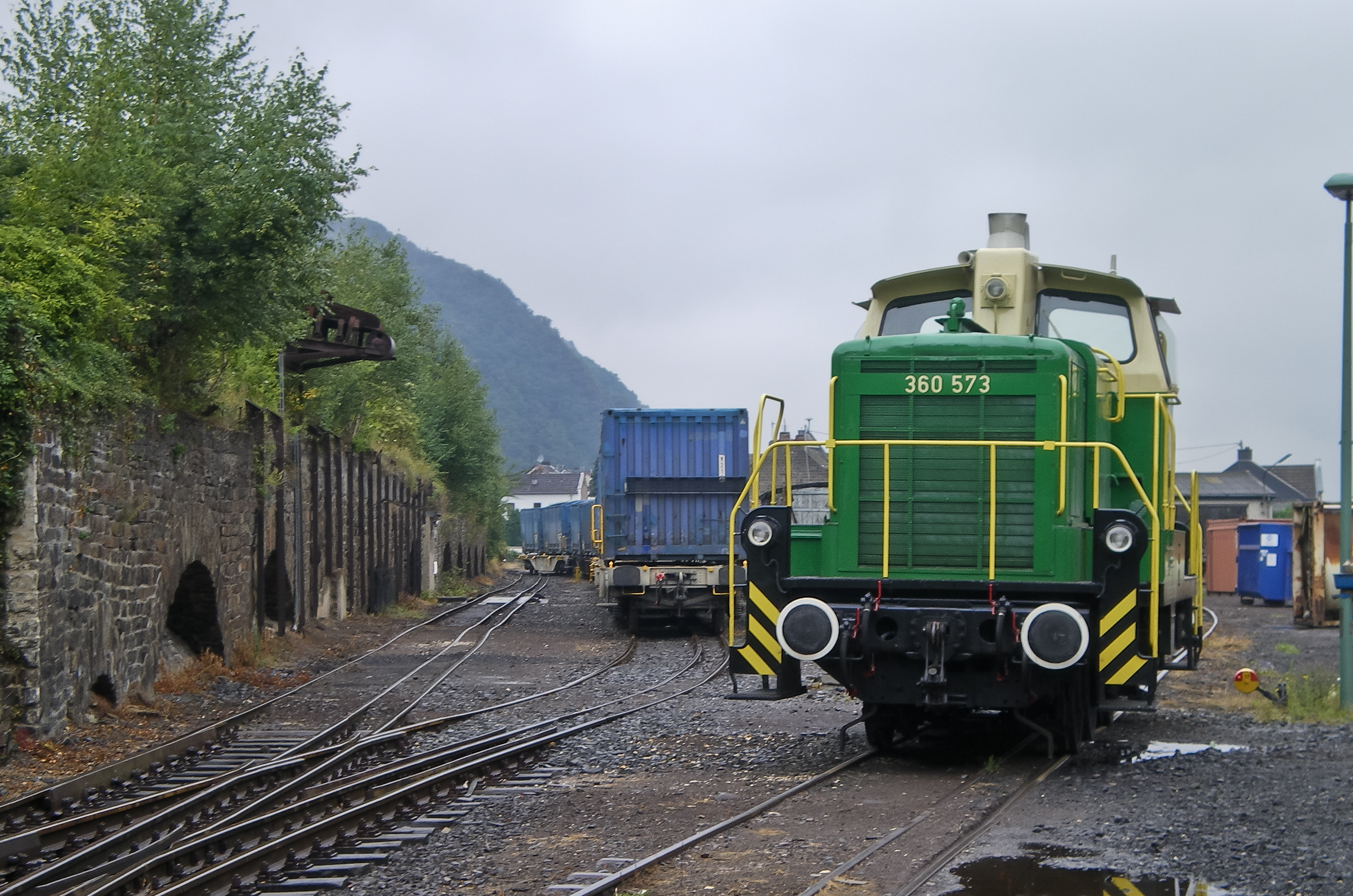
Umladebahnhof der Brohltalbahn

Rund 150 m südwestlich des Empfangsgebäudes ist seit 1901 der Personenbahnhof Brohl BE der Brohltalbahn. Hier endet die Strecke von Engeln.
Von diesem Bahnhof führt ein Gleis zum nördlich gelegenen Betriebsbahnhof der Bahn. Im weiteren Verlauf kreuzt es die Rheinstrecke auf einer Brücke im nördlichen Bereich, daran nördlich anschließend befindet sich ein Übergabebahnhof, der früher eine Rollbockgrube besaß. Vom Übergabebahnhof führt ein dreischieniges Gleis zum Rheinhafen Brohl.

## Busverkehr
Am Bahnhof besteht Anschluss an die Buslinien 800 nach Bad Breisig Gutenbergstraße und an die Linie 800 nach Bad Neuenahr Bahnhof.